# Primislaff Ulrich von Kleist
Primislaff Ulrich von Kleist (* 1711 in Drenow; † 21. April 1781 in Kolberg) war ein preußischer Generalmajor.

## Familie
Er entstammte der alten pommerschen Adelsfamilie von Kleist. Er war ein Sohn des dänischen Oberstleutnants und Erbherrn auf Drenow Cartz Ulrich von Kleist († ca. 1741) und der Barbara Juliane von Kleist († nach 1753). 1756 vermählte er sich mit einer Witwe Heydemann, die zwei Töchter mit in die Ehe brachte. Kleist selber blieb kinderlos.

## Leben
Kleist besuchte seit 1721 die Schule in Flensburg. 1738 stand er als Fähnrich im Infanterieregiment „Kronprinz“. Er avancierte 1741 zum Sekondeleutnant, 1744 zum Premierleutnant, 1750 zum Kapitän und Kompaniechef, war 1754 Major von der Armee sowie Flügeladjutant des Königs, wurde 1758 zum Oberstleutnant und schließlich 1760 zum Oberst befördert.
Er nahm am Siebenjährigen Krieg teil und erhielt 1758 für seinen Einsatz bei Zorndorf den Orden Pour le Mérite.
1764 schied Kleist aus dem aktiven Dienst aus und wurde 1765 Kommandant von Kolberg sowie Amtshauptmann zu Alt-Stettin und Jasenitz. 1766 wurde er zum Generalmajor befördert.
Er besaß das väterliche Gut Drenow, veräußerte es jedoch, nachdem er sich mit seinen Geschwistern darum verglichen hatten. Schon 1750 hatte ihm der König Ballenberg, nebst Zwirnitz geschenkt. Diese Güter musste Kleist jedoch wegen der darauf lastenden Schulden bald an einen Verwandten abgeben.